# Тлакацинакантлі
Тлакацинакантлі (Tlacazinacantli) — один з божеств Мітлану в ацтекській міфології. Ім'я з мови науатль перекладається як «Людино-кажан». Міфами пов'язано з богами Міктлантекутлі, Шочикецаль, Кетцалькоатлем.

## Опис
У Ватиканському кодексі (с. 24) бог зображений з атрибутами Кецалькоатля, а в кодексі Фейєрварі-Майєр (с. 41) — з атрибутами Міктлантекутлі. Також відомий за скульптурними зображеннями, що зараз зберігаються в Музеї Темпло-Майор в Мехіко.
Одягнений у широкий одяг, що нагадує крила кажана. Водночас в руках тримає обсидіановий ніж та голову, чи змію (або голову) та вирване серце. Одяг часто зображено забризканим кров'ю. Під рукою присутня людська рука. Також представлено вкритим людською шкірою, пофарбованою у зелений колір. Волосся темне, на потилиці щиток.

## Міфи
Головна функція Тлакацинакантлі — жерця жертводавця, а саме відтинання голів всім живим істотам і підношення їх своєму господареві Міктлантекутлі або богині родючості Шочікецаль. Він може зливатися зі своїм паном Міктлантекутлі.
Водночас пов'язаний з Кетцалькоатлем в одній з його іпостасей планети Венери. За уявленнями ацтеків в ті дні, коли Венера невидима на небосхилі, вона знаходиться в підземному світі Міктлані. У той же час нічний небосхил —  це і є Миктлан, світ протилежний земному, де зірки і планети ціціміме — це мешканці Міктлан. Кетцалькоатль як планета Венера під час її перебування в Міктлане в її нічній іпостасі Вечірньої Зірки Шолотль сумісний з паном Міктлантекутлі, який є Тлакацинакантлі. Останній є однією зі стадій зміни Кетцалькоатля-Венери під час подорожі Міктланом.